# Запис храст код цркве (Давидовац)
Запис храст код цркве (Давидовац) се налази на парцели чији је власник Српска православна црква.

## Локација
| Општина             | Параћин                                                                     |
| Катастарска општина | Давидовац                                                                   |
| Потес               | Чукара                                                                      |
| Координате          | 43° 51′ 55″ С; 21° 27′ 55″ И / 43.865299999999998° С; 21.465399999999999° И |
| Надморска висина    | 180m                                                                        |

## Карактеристике
Дендрометријске вредности утврђене на терену и сателитским снимцима:
| Стабло                     | Храст |
| Висина стабла              | m     |
| Обим дебла                 | m     |
| Пречник крошње             | 17m   |
| Пречник дебла              | m     |
| Висина дебла до прве гране | m     |

## База записа
Запис је у оквиру Викимедија пројекта "Запис - Свето дрво" заведен под редним бројем 0049.